# Ledovec Unteraar
Ledovec Unteraargletscher (německy Unteraargletscher, tedy „Ledovec dolní Aary“, je větší ze dvou zdrojnic řeky Aary v Bernských Alpách. Začíná tam, kde se spojují ledovce Finsteraar (poblíž hory Finsteraarhorn) a Lauteraar (nedaleko od Lauteraarhornu), a stéká asi 6 km východním směrem k jezeru Grimselsee u průsmyku Grimsel. Celkově je ledovec dlouhý 11,8 km (rok 2013) a má plochu 22,7 km² (k roku 2016). Jeho dolní konec byl téměř o 400 metrů níže než sousední ledovec Oberaar. Dle délky i dle plochy jde o 4. největší ledovec ve Švýcarsku.
V 18. a 19. století byl jedním z prvních objektů, kterým se zabývala rozvíjející se glaciologie, věda zkoumající ledovce a ledovcovou činnost.

## Historie
Dnešní ledovec Unteraar a zejména jeho severní zdroj, ledovec Lauteraar byl v době baroka jednou z pamětihodností Švýcarska a od roku 1827 prvním výzkumným objektem nově vznikajícího výzkumu ledovce neboli glaciologie. Pracovali zde Franz Joseph Hugi a od roku 1840 Louis Agassiz. Ilustrace Josepha Bettanniera ukazuje, že ledovec Unteraar měl svou střední morénu již v roce 1840, což bylo pro turisty neatraktivní, ale pro výzkumníky velmi zajímavé. Velký balvan, který Caspar Wolf namaloval v letech 1775 nebo 1776, byl také umístěn na ledovci Unteraar, který od roku 1840 sloužil jako „Hotel des Neuchatelois“, úkryt pro výzkumníky a nyní zmizel v jezeře Grimsel. Okraj ledovce Unteraar byl v 19. století o 560 metrů nižší a stále je asi o 400 m nižší než dnes u ledovce Oberaar.

## Galerie

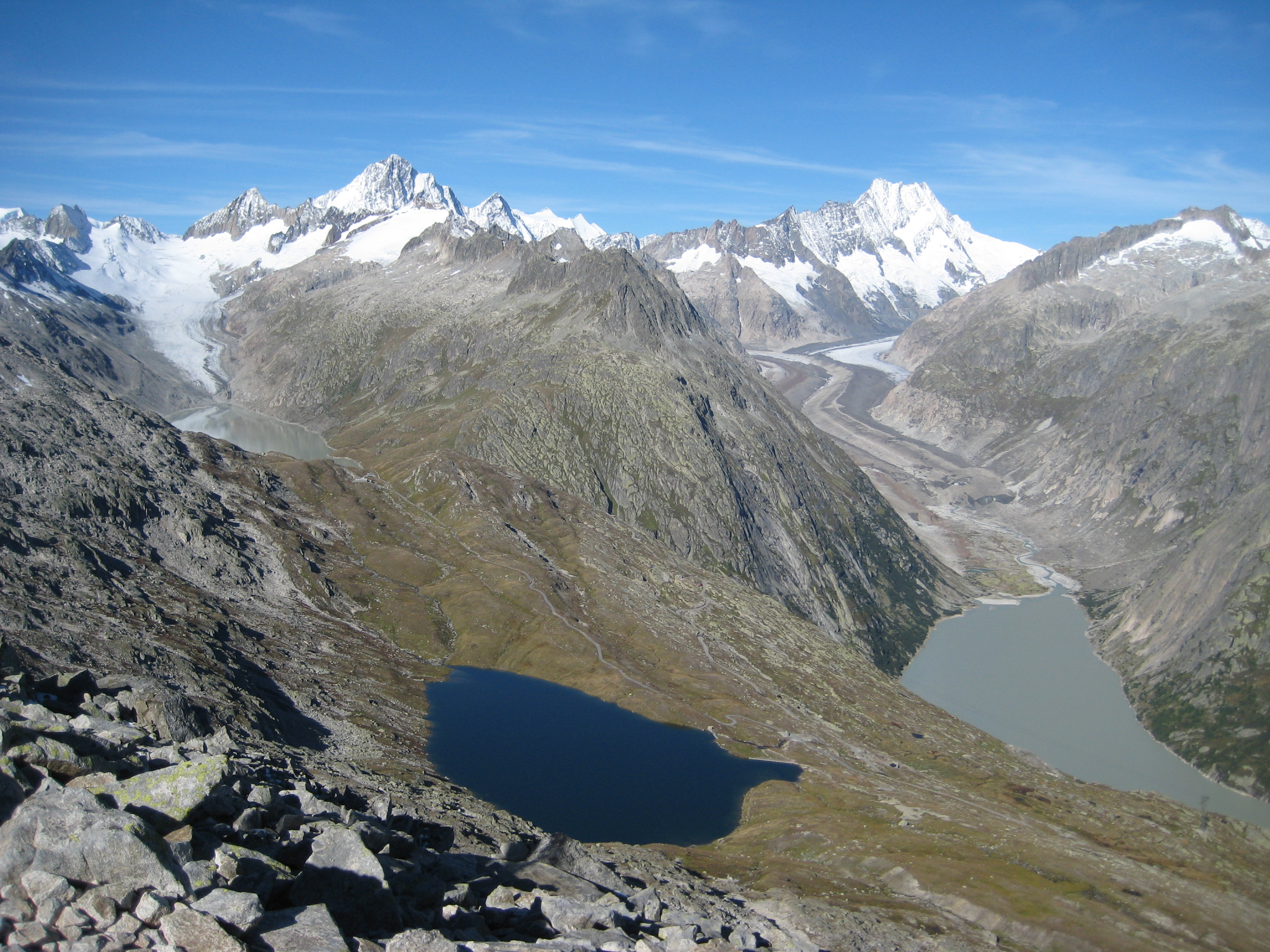
Ledovec Oberaar (vlevo v pozadí) a ledovec Unteraar(vpravo). Malé modré jezero vlevo vpředu je Triebtenseewli
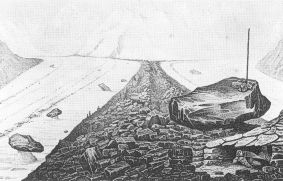
Joseph Bettannier: Glacier inférieur de l’Aar. V: Louis Agassiz: Études sur les glaciers, 1840
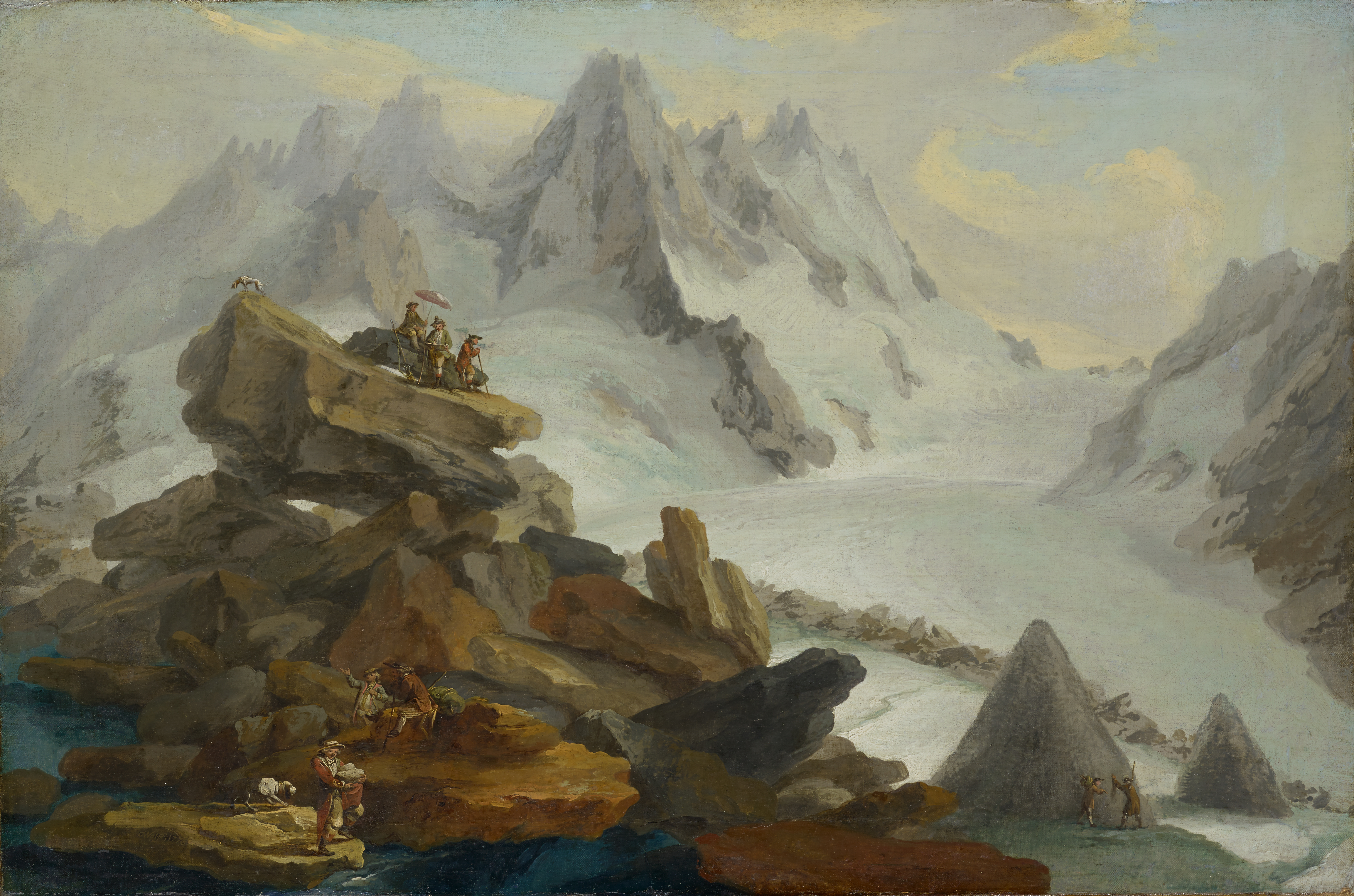
Caspar Wolf: Der Lauteraargletscher, 1776